# 關於我和鬼變成家人的那件事
《關於我和鬼變成家人的那件事》（英語：Marry My Dead Body）是一部2023年的臺灣動作喜劇電影，由程偉豪執導，許光漢、林柏宏、王淨主演；劇本由吳瑾蓉與程偉豪共同執筆，改編自「野草計畫」首獎及「富川首獎」得主賴致良原創之故事大綱。故事融合奇幻、靈異及LGBT等多元的類型議題，以傳統冥婚習俗結合警察辦案，在找尋真相的過程中，譜出一段人鬼情誼。本片製作預算為新臺幣6,000萬圓，並受文化部影視及流行音樂產業局補助新臺幣1,000萬圓。2022年11月17日電影於金馬國際影展做為閉幕片進行首映，2023年2月10日於全臺正式上映。電影上映後獲得廣泛迴響，票房亦取得佳績，上映一個月即進入臺灣電影票房排行前十名。影評認為本片將諸多元素處理得恰到好處，冥婚和同婚議題的結合使故事變得新穎有趣，導演的功力和演員的表演均發揮極致，是一部瘋狂、溫暖、富有省思的喜劇作品。本片獲選為代表臺灣參賽第96屆奧斯卡金像獎最佳國際影片獎，並獲得第60屆金馬獎最佳改編劇本。此外，由於片名較長，在媒體報導中本片亦簡稱《鬼家人》。
劇情描述恐同又怕鬼的直男警察吳明翰在辦案蒐證時誤撿紅包，與和男友論及婚嫁、卻因一場意外冤死的毛毛，捨不得孫子還沒結婚就死掉的阿嬤，腦洞大開地想出冥婚這個方法，兩人被迫結為連理。不願就範的明翰開始衰運連連，不但甩不掉冥婚對象，連警花林子晴埋線已久的緝毒案也被他搞砸，別無選擇的他為斬斷姻緣，決定與「鬼老公」毛毛攜手辦案，找出肇事兇手替毛毛伸冤，展開一段荒謬又笑中帶淚的旅程。

## 劇情
正港分局刑警吳明翰（許光漢飾）佯裝同志潛伏於健身房引誘毒犯。幾天後他與林子晴（王淨飾）一同駕車追捕藥頭阿狗（張再興飾），明翰在搜集其丟棄的證物時，不假思索將地上的紅包當成證物撿起，發現裡面是張男人的照片和頭髮，毛嬤（王滿嬌飾）告訴他撿了紅包代表將與他的孫子毛毛（林柏宏飾）冥婚，不信邪的他將紅包放回地上隨即離開。回到分局後，明翰因在健身房執法過當被降調至派出所，之後他在經歷一連串不合常理的衰事後，為了活命不得不接受冥婚的命運。冥婚儀式結束後，毛邦羽（毛毛）在他洗澡時現身，表示自己並非自願與他冥婚，毛毛被不斷叫祂「死Gay」的明翰惹怒，於是附身他全裸跑到大街上熱舞，被街上的警察（劉冠廷飾）追趕。被懲罰後的明翰找到法師（鄭志偉飾），法師說他與毛毛上輩子有很深刻的情感：「你上輩子是他養的狗」。認命的明翰最終妥協，一人一鬼達成協議，只要他幫助毛毛完成遺願轉世投胎，自己就能儘早擺脫祂並重回分局。
為了找出害死毛毛的肇事兇手，明翰循著種種線索，發現毛毛車禍現場的目擊證人即是他當時追捕的藥頭阿狗和同夥小馬（邱永騰飾）。明翰在毛毛的幫助下找到小馬車輛拍下車禍現場的行車紀錄影像，發現肇事兇手就是他在緝查的販毒集團老大林孝遠（蔡振南飾）。之後明翰因不慎破壞緝毒行動無法回到分局，大受打擊的他和毛毛大吵一架，一氣之下拿起毛毛的神主牌奪門而出，找到毛毛的前男友家豪（炎亞綸飾）對其質問，家豪卻說表示自己根本不想結婚、只是毛毛一廂情願，明翰氣憤地揍了他，毛毛因家豪絕情的話語難過地離開。明翰在河堤找到毛毛，祂說自己死後才看清許多事情，以為在同婚通過後便能和愛的人共度一輩子，卻發現找到真正相愛的人是多麼困難，明翰告訴毛毛「上輩子你養我，這輩子換我養你」，祂深受感動，表示自己有投胎的感覺後飄向天空消失，留下在原地錯愕的明翰。
毛毛之後再次出現告知明翰林孝遠將跑路的消息，他們趕到碼頭時現場槍林彈雨，看到張永康（馬念先飾）跟著林孝遠進入卡拉OK的明翰尾隨在後，卻發現林子晴是潛入分局臥底的內鬼。林孝遠和林子晴一同收拾贓款準備跑路，轉瞬林孝遠被她用刀釘在牆上，她這才道出兒時母親被林孝遠用毒品害死的過往，之後她將錢收拾裝箱後離開現場。林孝遠掙脫後欲對明翰開槍，毛毛即時附身林孝遠解決危機，祂解除附身後，打鬥一觸即發，明翰在與毛毛合力打倒眾敵後身負重傷，並不慎被林孝遠開槍擊中。明翰被送上救護車，焦急的毛毛不斷附身車道上的車輛駕駛讓道。明翰在醫院醒來，看到因多次附身不堪負荷的毛毛，不捨地流下眼淚。毛爸（庹宗華飾）前來探望明翰，他說自己之所以在毛毛向他出櫃時堅決反對，是因為他無法啟齒自己親眼目睹家豪出軌，對自己感到憤怒，毛毛在聽到父親的真心話後泣不成聲，明翰詢問毛爸是否願意坐主婚人的位置，毛爸哭著答應後擁抱了他，終於和家人與自己和解的毛毛，了無遺憾地向明翰告別後消散。

## 演員
- 許光漢飾演吳明翰，是一名熱血積極又衝動辦案的鋼鐵直男警察。導演程偉豪表示在《植劇場—戀愛沙塵暴》時就注意到許光漢，認為他有很特殊的狀態和氣質，擁有吸睛外型和靈活演技，他覺得許光漢是要陰沈可陰沈、要反派也能壞得徹底的演員，但沒想到本人是非常有禮貌和家教的大男孩，讓他覺得反差極大，看見他展現非本色演出的靈活性，因此在2019年底劇本創作前期便向許光漢提出邀請，也在兩年後劇本定稿時順利確定合作[17][18][19][20]。經過此次合作，程偉豪認為許光漢的喜劇節奏佳、穩定性高、願意嘗試自己的底線，是位很好的演員[21]。許光漢表示在第一次看到劇本時便被新鮮有趣的題材吸引，他認為這個角色需要有體魄感，為符合角色狀態，他在開拍前特意曬黑，並花費數個月的時間進行身材鍛鍊。首度挑戰喜劇的他表示吳明翰對他來說是很困難的角色，從說話聲音到細微表情都下足功夫，他在劇中有許多突破「恥度」的演出，除了動作戲甚至還要全裸吊鋼絲，讓他一度感覺掉進導演的圈套裡，但同時也想挑戰自己的尺度底線到哪裡[22][23]。許光漢認為吳明翰是個平時不修邊幅、直來直往的人，當遇到有違他認知常理的邏輯觀念時，習慣以簡單粗暴的方式去對待，而片中將「死GAY」掛在嘴邊的他也被貼上「恐同」標籤，但許光漢認為吳明翰單純只是不理解同志的世界，直覺性地對於自己未知的事物感到懼怕進而排斥[24]。
- 林柏宏飾演毛邦羽（毛毛），是一名含冤而死的同志新手鬼。導演程偉豪透露在進行毛邦羽的選角時試鏡許多演員，但他仍認為林柏宏是飾演毛毛的首選，因林柏宏先前看到電影企劃案時便很感興趣，之後在雙方接觸討論後他即迅速答應接演[19]。程偉豪表示在與林柏宏合作前，原以為他是憑藉直覺和本能表演的演員，但在實際合作後發現他很聰明、瞭解如何使用表演技巧呈現角色的情緒與個性，覺得與他合作很自然舒服[18]。林柏宏表示在當初看到劇本就相當喜歡，被新鮮的故事題材、反轉不斷的人物情節所吸引，他在劇中有許多誇張奔放的肢體表演，以及神出鬼沒、驚聲尖叫的浮誇橋段，讓他在實際演出後覺得很害羞、恥度超高[25]。他認為毛毛是相當難能可貴且特殊的角色，並表示身邊有許多像毛毛這樣性格的同志朋友，他想透過自己的演繹，讓觀眾知道這世界上存在很多像毛毛一樣溫暖可愛的人[22][23]。林柏宏在詮釋毛毛時，希望他既浮誇但又不失真實性，讓觀眾能將角色投射到現實並產生共鳴，對他來說拿捏喜劇與真實的平衡並不容易，他認為毛毛是個外在調皮有趣、內心感性敏感、對感情執著且情緒化的人，他從身邊的同志朋友取材，設計角色說話的語氣用字、眼神、動作，並發想出片中毛毛洗腦的口頭禪「不敢相信」[24]。
- 王淨飾演林子晴，是一名想擺脫花瓶標籤的警局之花。監製金百倫表示在選角時，王淨是她心中的第一首選，在此前王淨飾演的角色大多較嚴肅、有距離感，不過她和導演程偉豪先前便留意到王淨私底下幽默又古靈精怪的性格，與她以往飾演的角色很有反差，認為她是時下年輕女孩的象徵，加上林子晴在片中是一名畫龍點睛、不可忽視的警花，需要具有能量、爆發力的演員，於是便向她提出邀請[26]。王淨表示在拍攝時看著兩位男主角對戲，終於體會到當腐女的快樂。這次飾演在男人堆裡工作的女警，她認為在當今社會，身為女性無論如何還是不免容易受到歧視，她想透過這部片表達角色所想要證明的事情，這對她來說充滿挑戰[27][23]。她在片中是偵辦案件臥底行動的重要角色，為打探敵情也有許多百變造型[28]。她認為在拍攝時困難的不是動作戲，而是身為警察的「氣口」，且不能表現的對槍陌生。因片中花瓶的設定，在化妝師替她完妝後，她再自己補上一些顏色，才符合導演心目中濃妝女警的樣貌[29]。她在片中亦分飾隱藏版角色子晴媽媽，她特別畫上老妝，但僅有一場在沙發上死亡的戲份，她原有事前做功課，實際拍攝時卻發現只要安心地躺著不動即可，是全片最輕鬆的時刻[30]。
- 蔡振南飾演林孝遠（孝哥），是毒梟集團的老大，作風心狠手辣、變化多端，是警方的頭痛人物。
- 王滿嬌飾演毛陳阿蘭（毛嬤），是毛毛的阿嬤，思想開放前衛，相當支持毛毛的性向和想法，在毛毛離世後為遵守活著看到孫子結婚的約定，一心幫祂籌備冥婚大事[31]。
- 庹宗華飾演毛正國（毛爸），是毛毛的父親，高階軍官退休，思想古板、不苟言笑，因不善表達內心想法而與毛毛關係不睦[31]。
- 馬念先飾演張永康，是正港分局刑偵隊隊長，吳明翰和林子晴的頂頭上司。

特別演出有劉冠廷飾演街道警察，在路上追捕被毛毛附身的吳明翰；炎亞綸飾演陳家豪，是在與毛毛交往期間劈腿的渣男。客串演出有林鶴軒飾演楊彼得，在學生時期因性向對毛毛進行霸凌，長大後出櫃；鄭志偉飾演法師，主持吳明翰與毛毛的冥婚儀式；陳彥佐飾演羅偉倫，綽號小胖，是吳明翰和林子晴在正港分局的同事；張再興飾演阿狗，是林孝遠的小弟；邱永騰飾演小馬，是阿狗的同夥；木木醬飾演小毛，是毛毛生前欲領養的狗狗，後來被吳明翰領養；李至正飾演家豪新男友；蕭東意飾演派出所警察，是吳明翰調到派出所後的同事；唐綸飾演議員兒子，因吸毒在健身房被吳明翰逮捕；何瑞康飾演授獎長官；洪毓璟飾演夜店辣妹；蔡哲文飾演毒販。

## 製作

### 籌備
導演程偉豪曾以執導的電影短片《保全員之死》獲得金穗獎及金馬獎最佳劇情短片，他與監製金百倫曾合作電影《緝魂》並入圍金馬獎最佳改編劇本；同年兩人共同監製電影《當男人戀愛時》，而本片由該電影之原班團隊製作打造。他也首次與曾執筆電視劇《我的自由年代》的吳瑾蓉合作，共同改編本片劇本。程偉豪於2021年11月出席《緝魂》的金馬獎入圍酒會，透露已在籌拍下部電影作品，男主角為許光漢，電影題材為黑色幽默。2021年12月電影劇組舉行開鏡儀式，曝光另一位男主角為林柏宏。
導演程偉豪於專訪中表示自己一直以來很想嘗試拍喜劇，對他來說喜劇是他的另一個面向，擅長拍攝恐怖驚悚題材的他，此前的許多作品中也有黑色幽默元素。在定調本片風格時，他認為喜劇是第一要素，此外他想通過這部作品打破刻板印象，以「將誤解化為理解」為主軸展開故事旅程，並前所未有地將喜劇與臺灣冥婚習俗、同婚、動作、飛車追逐等多種元素相互融合，在故事風格確立後，再以嬉鬧、插科打諢的方式將人物角色間的關係、情感與人性描寫得紮實，讓作品有笑有淚、富有溫度，甚至詼諧幽默地帶入當代關注的嚴肅議題，他認為這是很重要的部分。程偉豪從首部電影長片《紅衣小女孩》開始便會在定剪之前進行「盲測」，他很在乎觀眾對於作品的想法，認為身為創作者很容易有盲點，很多時候以為自己已將想表達的情節和概念描述得很清楚，實則不然，盲測可以了解觀眾對作品是否有疑問、是否理解，在接收觀眾的反饋後再進行相關調整，藉以提高觀眾的接受度。他在每次進行創作時會思考「臺灣市場缺少哪些類型電影」，然後不斷探索、挖掘與開發，在題材與技術上嘗試更多元豐富的類型，挑戰並到達不同的全新領域。
監製金百倫與吳明憲曾於2018年擔任《第一屆野草計畫·編導新秀創意戰》評審，當屆「評審團最佳創意故事首獎」得主賴致良即以本片原創故事獲獎，兩人在當時便對該故事相當喜愛，賴致良亦在2020年以該著作獲得韓國富川國際奇幻影展「富川首獎」。電影團隊在《野草計畫》之後開始籌劃本片，並進行漫長的劇本改編歷程，也為許多鮮少嘗試的電影技術克服許多困難與挑戰。為強化兩位男主角之間的性格反差，他們將原作故事大綱中撿到紅包的角色由清潔工改為警察，以角色互動的衝突激發出充滿喜感的趣味性。
劇組邀請曾獲台北電影獎最佳女配角的百白擔任許光漢和林柏宏的表演指導，她認為在指導兩位男主角時的首要任務，是引導他們往導演想要去的方向。她很感謝導演程偉豪邀請她參與這部電影，在當時因拍戲分身乏術的狀況下仍決定接下這份工作，她透露自己被這個故事所觸動，是因為她的生命中也有一直渴望被家人接納的「毛毛」。百白形容許光漢是極其溫柔的慢郎中，覺得他很溫柔、貼心、客氣，會主動關心他人、把自己放得很後面，和吳明翰的自大性格極端不同，讓她坦言兩人的拉扯過程有些辛苦，她發現許光漢是極度謙虛和缺乏自信的人，在一次指導中她忍不住落淚，很希望他真的能相信自己其實很好。而她認為林柏宏在身體和聲音方面相當好，很快就找到角色的樣貌，她覺得兩人一拍即合，表示他和自己同樣很在乎臺詞的文字邏輯性，當時林柏宏想出「不敢相信」的臺詞，大家再從各種情境琢磨研究，在毛毛這個角色裡玩得很開心。

### 拍攝
電影於2021年12月4日開鏡，2022年1月15日正式殺青。電影中有許多不同形式的動作演出，包含飛車、鋼管舞、槍戰、打鬥等場面，劇組邀請曾獲金馬獎最佳動作設計的洪昰顥擔任動作指導，在前期安排主演許光漢與王淨接受其密集的武術訓練，包括打鬥套招和持槍姿勢等，並在開拍前安排他們前往偵查隊貼身觀摩警察工作。許光漢原本擔心自己身手不佳，但經過幾堂課便快速習得過肩摔和迴旋踢並做得有模有樣，洪昰顥稱讚許光漢的肢體學習能力和協調性很好，厲害的身手很適合拍武打片，簡直是「練武奇才」。王淨自認有肢體障礙，她在正式拍攝時親自上陣打鬥動作戲，有一場她跑百米追捕毒販的戲碼，為一鏡到底的拍攝，為此她不顧一切地奮力奔跑，卻一度不慎摔倒掛彩，嚇壞在場的工作人員，但曾是壘球社的她表示自己在日常生活就常跌倒，是「跌倒專家」。林柏宏在片中飾演的毛毛是鬼魂，為呈現靈體飄浮的感覺，他特別練就了「毛毛飄」，拍攝時幾乎全程集中在他的上半身，下半身則乘著道具組特別打造的「毛毛車」來行動。
導演程偉豪與曾以《目擊者》入圍金馬獎最佳視覺效果的視效總監劉惟熠合作多年，累積許多拍片默契、及特效開發的經驗，他們在2022年共同成立特效公司，專注於影劇的特效製作與技術研發。程偉豪表示一開始就決定本片為動作喜劇，尤其將男主角設定為警察後，更能合理地將動作元素加諸在角色身上，動作戲包括打鬥、槍戰，以及臺灣少見的飛車戲，他想藉此機會在這部作品中實踐。在臺灣尚未普及「LED虛擬攝影棚」時，程偉豪在電影《緝魂》中即開始使用布幕進行「投影車拍」，希望能汲取國外的LED虛擬製作技術，但當時使用的投影畫面仍須另外進行實際拍攝。他發現使用這種方式拍攝車內的戲份，在便利性、安全性、收音各方面均相當有利，何不讓這個方式加速普及，有了先前的經驗之後，他認為每次拍片無論如何都要撥出經費來做這件事，不但減少許多成本，拍攝環境也更加安全，證明這項製程的可行性。在拍攝影集《池塘怪談》時，他嘗試以虚幻引擎製作3D投影內容，到了本片即全面使用該技術，除了以「投影車拍」拍攝車內對話戲份，再加入「飛車追逐」的動作戲，車內的背景投影可依照期望做出臺灣地貌和天氣光感的3D場景，車外則以虚幻引擎製作全CG動畫的飛車場面。欲拍攝一氣呵成的追車場面，必須先確實分鏡，在虛擬攝影棚拍攝演員的表情和反應，同時要研究和模擬每個鏡頭中開車、撞車的方式，特效團隊耗時一年才完成這場時長4分鐘的戲份。除了飛車追逐場面，僅有七人的特效團隊還需完成場景修圖、鬼魂效果等300多個鏡頭。片中有毛毛以厲鬼扮相嚇唬吳明翰的橋段，劉惟熠表示因本片為恐怖與喜劇類型的結合，有別於傳統的恐怖片，在效果拿捏上希望能呈現非寫實的、像B級電影的誇張效果。
程偉豪和主演們提到因電影中使用大量特效，拍攝及後製都相當繁複，演員在表演時除了基本的對手戲，也常有需對著綠幕、空氣或某個視線點進行獨角戲的情況，這對於幕後團隊和演員都是以往少見的形式，主演三人也一致認為這是拍攝時最大的挑戰。電影中雖使用許多特效，但也有完全真實拍攝的場面，像是片中許光漢飾演的吳明翰裸露臀部的片段，劇組強調無任何特效，是許光漢本人的臀部；另一場在停屍間的場景，是劇組在殯儀館結束營業後於深夜借用實際場地進行拍攝。善於恐怖驚悚題材的程偉豪，在本片中也加入該元素，像是電影開場毛嬤在古宅進行冥婚取材的場景和配樂，他刻意營造詭譎氛圍，調皮地讓觀眾以為這是部恐怖片。此外片中也可見毛毛的厲鬼扮相，林柏宏為此進行特殊化妝，他在完成妝容後對於驚悚逼真的成果相當滿意。程偉豪透露他在電影裡藏有許多關於色彩的巧思，將「七彩合在一起即是白光」的概念貫穿片中，電影從開場便能感受畫面由白色轉為七彩的變化並全程不斷循環，而服裝色調也以相同概念來做視覺規劃。

### 音樂

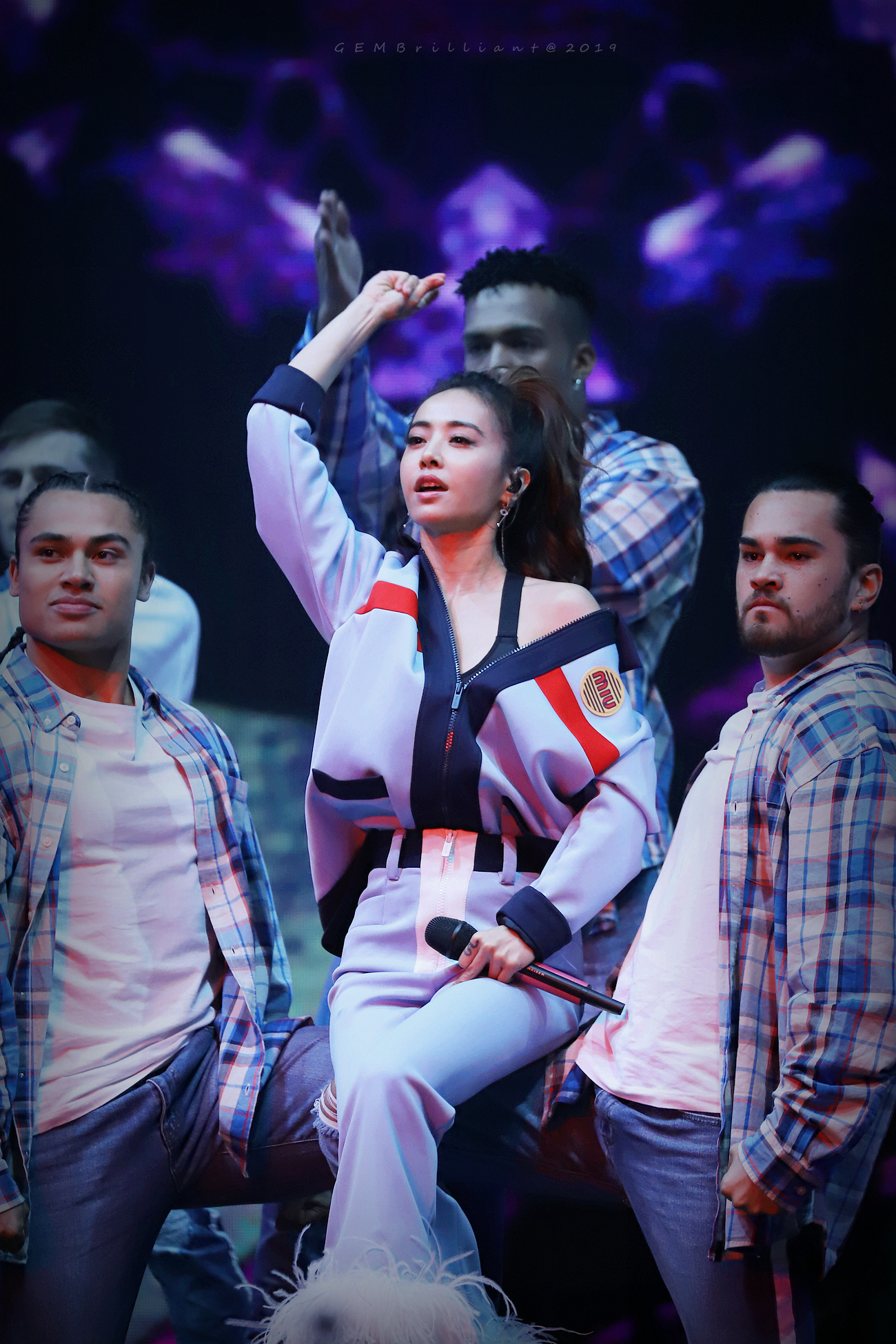
歌手蔡依林為電影量身打造及演唱主題曲

電影主題曲親愛的對象由金曲獎歌后蔡依林演唱及參與創作和製作，她與導演程偉豪曾二次合作，程偉豪表示在電影籌備前期發想主題曲時，便認為蔡依林是不二人選，在電影開拍前即展開此次合作。她在收到邀約後便很感興趣，在仔細看過劇本及電影初剪後，花費一年多的時間不受框架地進行創作，雖幾度卡關，最終仍交出讓導演和自己都滿意的作品，並將自身感受透過演唱表達出來。歌曲描述在愛情中從模糊困惑、尋找探索、到豁然開朗的過程，而歌曲的英文名「Untitled」，代表在這段無需被界定的關係裡，找到了最舒適的理想狀態。歌曲於2022年12月9日正式發行，同日釋出音樂錄影帶，由殷振豪執導，程偉豪希望將音樂錄影帶做為電影的前傳故事，由主演林柏宏及演員王滿嬌演出，以片中角色詮釋毛毛生前與阿嬤之間的祖孫情誼，劇情描述當彼此分享內心的秘密，並互相理解、不再害怕隱藏的過程。同日蔡依林與導演程偉豪、主演林柏宏於電影官方社群一同進行線上直播，分享音樂與影像創作的幕後故事。
除主題曲外，片中亦選用蔡依林的經典歌曲舞孃及愛無赦做為插曲，並配合劇情進行重新編曲，導演程偉豪表示蔡依林對於臺灣LGBT文化具有代表性，認為她的歌曲與電影傳遞的主題相當合適，從插曲到邀請她演唱主題曲，都有經過一連串的巧思與設計。
電影配樂由曾以劇集《池塘怪談》獲得金鐘獎戲劇配樂獎的蘇打綠（魚丁糸）吉他手劉家凱操刀，他與程偉豪在該得獎作品中首次合作。程偉豪表示在先前的合作中，劉家凱便表達了他對製作影視配樂方面的興趣和熱情，因此再度邀請他擔綱此次的配樂製作。劉家凱亦為電影創作及演唱的插曲Come With Me，是一首電子搖滾風格的歌曲，並與主演林柏宏共同合唱，於2023年2月17日正式發行；歌曲邀請陳珊妮擔任配唱製作人，引導林柏宏以角色毛毛的狀態用慵懶外放的聲音去演唱。插曲MV於同月24日釋出，由程偉豪執導，劉家凱在MV中化身帥氣司機，駕駛片中吳明翰的綠色警車，與電影劇情相互融合。
電影票房破億之際，蔡依林為回饋粉絲和影迷，與導演程偉豪討論後，兩人想若能幫助觀眾在觀影時將情緒推至高點肯定更加分，因此她特別再次進入錄音室，看著電影畫面重新配唱親愛的對象，將片中原本以旋律為主哼唱的段落，更換為人聲演唱版本，整體感受與單曲完全不同，蔡依林在看到完成的配樂版本後也深受感動，「蔡依林獻聲版」於2023年2月24日起於全臺戲院更換為新版本配樂。

## 發行

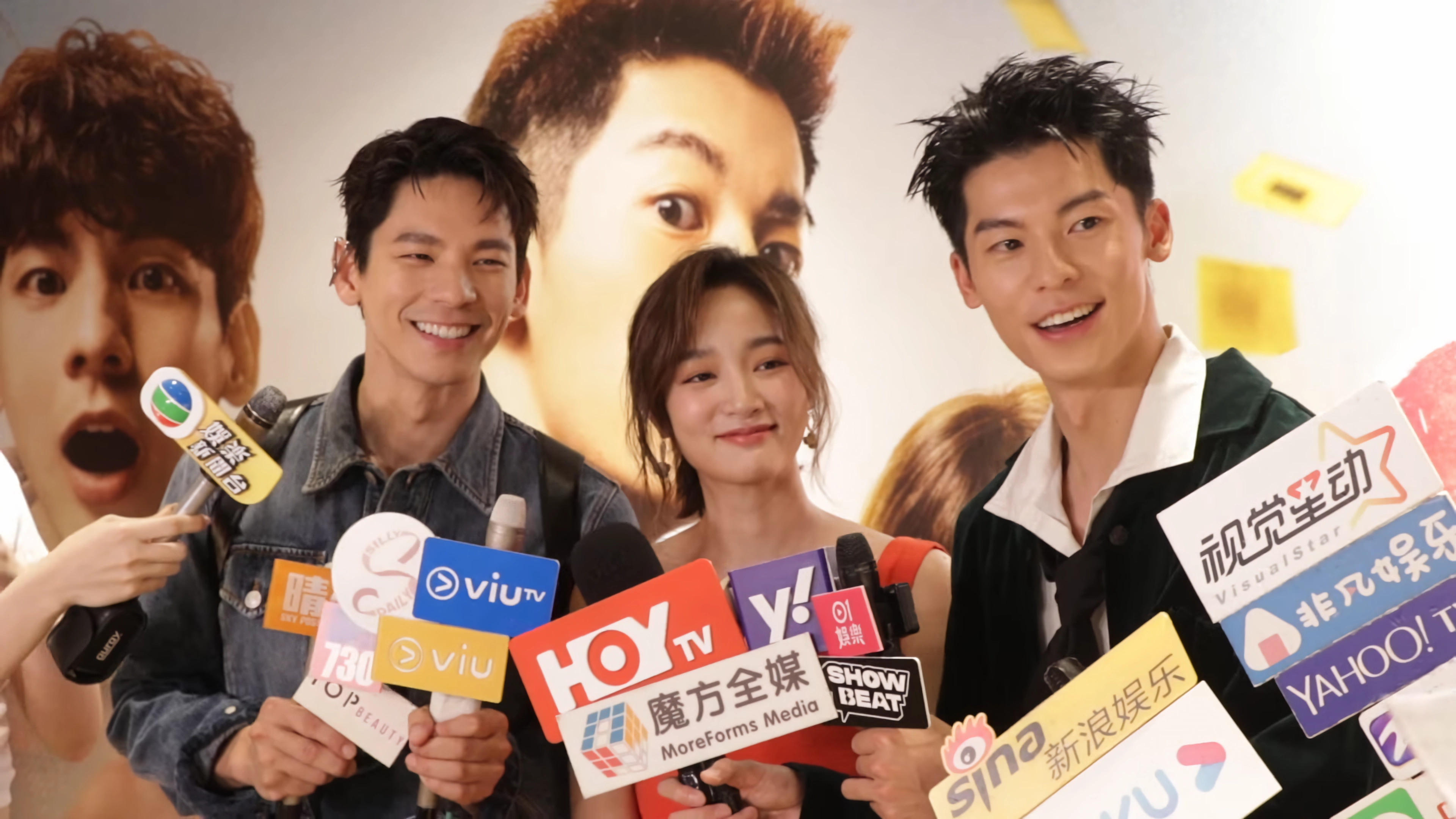
左起：林柏宏、王淨、許光漢於香港媒體見面會

金馬國際影展於2022年8月30日公布本片獲選為2022年閉幕片。同年10月11日官方開設電影社群網站，並發布超前導預告。10月17日發布影展版海報。10月28日發布前導預告。11月4日發布前導海報。11月17日導演程偉豪、監製金百倫與吳明憲、演員許光漢、林柏宏與王淨出席金馬影展「世界首映」活動，導演程偉豪表示首映版本是為了影展趕製的「限定版」，實際上當時距離電影後製期完成還有一個月，在正式上映前會再次進行後製調整。11月19日主演許光漢、王淨出席第59屆金馬獎擔任頒獎人，為電影正式上映預熱。12月21日發布『不敢相信！高顏值卡司篇』花絮。12月23日導演程偉豪、演員許光漢與馬念先出席「正式預告發佈會」。
2023年1月2日發布正式海報。同年1月14、15日導演程偉豪、監製金百倫、演員許光漢、林柏宏與馬念先出席分別於臺中、臺南和高雄影城舉行的「吳毛府家宴」特別場首映。1月17日導演程偉豪、監製金百倫與吳明憲、演員許光漢、林柏宏與馬念先出席「媒體試映會」。1月19日發布「不敢相信！客串篇」花絮。1月25日導演程偉豪、監製金百倫、演員許光漢、林柏宏、馬念先與蔡振南出席於臺南舉行的「影人見面會」。2月3日演員王淨、監製金百倫、導演程偉豪出席於臺北影城舉行的「我就是一個花瓶」映前獨家場，演員許光漢、林柏宏驚喜出席活動。2月7日舉行「電影首映會」。2月10、11、12日於臺北、新竹、桃園、高雄各大影院舉行影人QA場，共計69場。2月19日演員林柏宏、炎亞綸、導演程偉豪、監製吳明憲出席於新北市影城舉行的「親愛的對象」映後特別場，同日於新北市板橋、臺中舉行第二週的影人QA場。2月26日為慶祝票房破億，導演程偉豪、監製金百倫與吳明憲、演員許光漢、林柏宏、王淨、馬念先、王滿嬌、庹宗華與炎亞綸出席於臺北舉行的「#有你們真好 同樂會」，同日於臺北舉行最終場的影人QA場。
3月1日發布「應導演要求認真製作篇」花絮。3月12日主演許光漢、林柏宏、王淨出席第16屆亞洲電影大獎擔任頒獎人，為電影於香港上映預熱。3月19、24日分別發布電影漏網片段「楊彼得登場篇」和「明翰出氣篇」。
3月29日於柬埔寨上映；3月31日於新加坡上映；4月7日於越南上映。4月1、3日兩日電影於香港國際電影節放映，導演程偉豪、監製金百倫出席活動；4月27日於香港、澳門正式上映，香港於同月22、23日舉行優先場。4月15日電影於芝加哥亞洲躍動影展「台灣單元」放映。4月22日導演程偉豪與監製金百倫出席第25屆義大利遠東影展電影座談會，電影於4月23日在該影展放映。4月28日主演許光漢受邀出席第59屆百想藝術大獎擔任頒獎嘉賓，為電影於韓國上映預熱。5月6、7日監製金百倫、主演許光漢、林柏宏、王淨出席於香港各大戲院舉行的「答謝影迷見面場」映前映後活動，並於7日舉行香港媒體見面會。5月12日導演程偉豪、監製金百倫、主演許光漢出席於韓國舉行的電影記者招待會與見面會，13、14日於韓國各大CGV影城進行舞臺問候；5月17日於韓國CGV影城獨家上映，並將英文片名《Marry My Dead Body》直譯為韓文片名，上映當日亦是國際不再恐同日。
7月4日監製金百倫、編劇吳瑾蓉出席台北電影節放映活動。7月6日導演程偉豪、監製金百倫於臺北影城出席全臺最後一場放映之映後QA，並正式下映，上片長達近五個月。7月17、30日電影於第22屆紐約亞洲電影節放映；7月電影於第27屆加拿大奇幻電影節放映；7月22日至8月19日期間電影登上澳洲臺灣影展，分別於雪梨、墨爾本、荷巴特、坎培拉、布里斯本等城市放映。7月23日監製金百倫出席主題影展「天光日・影」映後講座。日本分別在8月2日於東京市、8月4－10日、9月2－8日於大阪市、8月4－24日於新宿、9月1－14日於岡山縣、9月9日於福岡縣、9月15－21日於京都、9月29日－10月5日於兵庫縣塚口 Sun Sun 劇場、10月2－15日於愛知縣、10月7－13日於兵庫縣 CINEMA KOBE、10月13－19日於佐賀縣、10月21－27日於沖繩縣、11月11－24日於群馬縣、11月15、19日於東京新文芸坐、11月24－30日於仙台市、12月1日於長野縣、12月8日於北海道、2024年1月13－19日於橫濱市等限定影城進行特別放映，其中導演程偉豪、監製金百倫於8月2日出席進行舞臺問候。2024年5月17－23日於東京市Tollywood限定上映。8月10日電影於Netflix全球逾190個國家獨家上線。9月29日電影於巴黎台灣電影節做為開幕片進行放映。11月9、13日電影於2023年亞洲國際電影節（AWFF）進行放映，其中導演程偉豪於11月9日出席映後問答。11月11、20日電影做為金馬獎入圍影片於2023年金馬影展進行放映。同月23日演員許光漢與林柏宏以金馬影帝入圍者身份參與「金馬60表演論壇」。
2024年2月24日正式發售電影實體BD與DVD，由得利影視代理發行。同年9月26日監製金百倫、導演程偉豪與殷振豪出席於泰國曼谷舉行的「臺灣電影週」映後活動；10月18日於日本東京舉行該活動放映。

## 迴響

### 票房
電影上映首日在《THE FIRST SLAM DUNK》及《阿凡達：水之道》的夾擊下獲得全臺票房冠軍，之後於上映首週獲得全臺週末票房冠軍，並終結《THE FIRST SLAM DUNK》連續四週獲得臺北週末票房冠軍的紀錄。上映一週票房突破8,360萬。上映九日票房突破1億，成為2023年繼《想見你》後第二部破億、亦是最快破億的臺灣電影，並打平電影團隊前作《當男人戀愛時》的破億天數。上映兩週票房突破1.5億，並蟬聯兩週全臺週末票房冠軍。上映十八日票房於二二八連假期間突破2.43億，其中2月27日在全臺威秀影城創下上片以來單日3萬名觀眾入場觀影的最高紀錄。上映滿一個月票房突破3億，打破《總舖師》之紀錄，進入臺灣電影票房排行前十名；4月15日票房突破3.57億，超越《KANO》登上票房影史第七名。4月20日舉行「台灣電影起飛大聯盟」記者會，公布2023年第一季臺灣電影票房加上春假已逾5億，於全臺電影票房佔比21%，刷新臺灣影史紀錄，其中本片以3.6億票房領跑，領先《蟻人與黃蜂女》、《沙贊！眾神之怒》、《捍衛任務4》等同期上映之好萊塢電影。越南上映首週獲得週末票房冠軍，累積票房為133萬美元；香港上映首日即登上當週票房冠軍，累積票房為245萬美元；南韓僅於CGV影城上映，累積票房為26萬美元。

### 串流
電影於Netflix上線後，首日即進入每日排行TOP10榜單，分別於臺灣、香港及新加坡空降冠軍、越南空降第二名、泰國空降第四名、馬來西亞空降第五名。次日於越南獲得冠軍，並進入印度尼西亞、菲律賓TOP10榜單。電影上線五天進入Netflix全球非英語影集排行榜第七名，全球累積160萬觀看次數、340萬觀看小時。其後電影連續兩週獲得全球非英語影集排行榜第七名。

### 評價
作家彭紹宇在《聯合報》專欄中認為導演程偉豪將靈異鬼片的驚嚇橋段化為笑點，讓這成為截然不同的瘋狂喜劇，可見程偉豪對於拿捏類型電影結構的純熟，他在片中看到三位主演不同於以往的表現，展現瘋狂、無拘束揮灑的演出，電影以輕鬆、避免說教的方式來處理嚴肅議題，將有意思的題材發揮至極致。《電影神搜》的人文電影的追尋認為本片是導演程偉豪野心最大、也是目前為止最為成熟的作品，展現優秀的說故事能力及發揮優秀的整合能力，演員也稱職地扮演了自己的角色，以各自擅長的表演為電影大大加分。
《方格子》的B-W 劇新瘋認為本片的傑出在於溫暖有愛，主角人鬼雙方產生的情誼是本片的真諦，他認為兩位男主角的表演和角色亮點是相輔相成、相互拋接造就而成，樹立許光漢和林柏宏這組合的獨一無二。《老子不負責任電影文》認為本片題材展現寬大的包容力，將「冥婚」和「同婚」以意想不到的方式結合，導演展現其指導演員表演的功力，讓演員們的角色發揮極致，可說是許光漢和林柏宏的演技代表作。《台北時報》影評認為主角吳明翰與毛毛的化學反應相當溫暖且自然，他們對彼此的性向抱有刻板印象，在經過日常互動到最終互相理解，雖有些俗套卻仍搞笑和心酸。《南華早報》的詹姆斯·馬什（James Marsh）認為這是一部快節奏、寬闊的喜劇片，熱情且親切地頌揚了臺灣的酷兒族群，這是朝著正確方向邁出的一步。《中國日報》影評認為導演程偉豪將迷信與現代情感巧妙地結合，電影欲傳達的事情很簡單，在執行上卻略顯可惜，但它的主旨核心正確，因此仍有值得探討的地方。

### 獎項

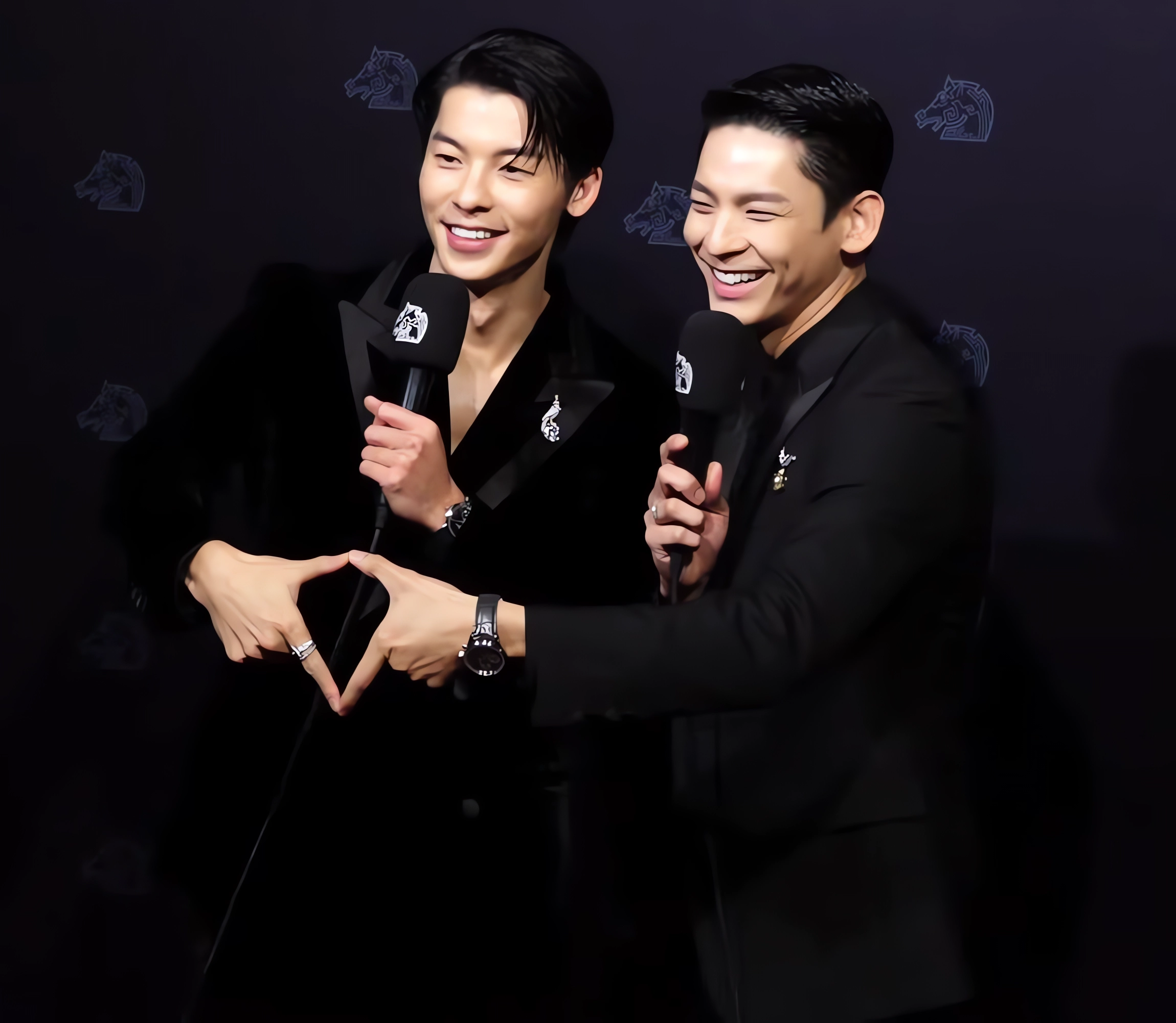
許光漢與林柏宏於第60屆金馬獎星光大道

| 單位                     | 日期           | 獎項             | 入圍者／作品                                 | 結果   | 參      |
| ------------------------ | -------------- | ---------------- | -------------------------------------------- | ------ | ------- |
| 第16屆芝加哥亞洲躍動影展 | 2023年4月19日  | 觀眾票選獎       | 觀眾票選獎                                   | 獲獎   | [ 126 ] |
| 第25屆義大利遠東影展     | 2023年4月29日  | 競賽片           | 競賽片                                       | 提名   | [ 127 ] |
| 2023年台北電影獎         | 2023年7月8日   | 最佳編劇         | 吳瑾蓉、程偉豪                               | 獲獎   | [ 128 ] |
| 2023年台北電影獎         | 2023年7月8日   | 最佳男主角       | 林柏宏                                       | 提名   | [ 128 ] |
| 2023年台北電影獎         | 2023年7月8日   | 最佳視覺效果     | 程偉豪、劉惟熠                               | 提名   | [ 128 ] |
| 2023年台北電影獎         | 2023年7月8日   | 最佳電影行銷     | 金盞花大影業股份有限公司                     | 獲獎   | [ 128 ] |
| 2023年台北電影獎         | 2023年7月8日   | 最佳預告片       | 吳梵霖                                       | 獲獎   | [ 128 ] |
| 納沙泰爾國際奇幻影展     | 2023年7月8日   | 最佳亞洲電影獎   | 最佳亞洲電影獎                               | 獲獎   | [ 129 ] |
| 第22屆紐約亞洲電影節     | 2023年8月1日   | 觀眾票選獎       | 觀眾票選獎                                   | 獲獎   | [ 130 ] |
| 亞洲國際電影節（AWFF）   | 2023年11月     | AWFF官方評選15強 | AWFF官方評選15強                             | 競賽片 | [ 102 ] |
| 亞洲國際電影節（AWFF）   | 2023年11月     | 觀眾票選獎       | 觀眾票選獎                                   | 獲獎   | [ 131 ] |
| 第60屆金馬獎             | 2023年11月25日 | 最佳劇情片       | 最佳劇情片                                   | 提名   | [ 132 ] |
| 第60屆金馬獎             | 2023年11月25日 | 最佳導演         | 程偉豪                                       | 提名   | [ 132 ] |
| 第60屆金馬獎             | 2023年11月25日 | 最佳男主角       | 許光漢                                       | 提名   | [ 132 ] |
| 第60屆金馬獎             | 2023年11月25日 | 最佳男主角       | 林柏宏                                       | 提名   | [ 132 ] |
| 第60屆金馬獎             | 2023年11月25日 | 最佳改編劇本     | 吳瑾蓉、程偉豪                               | 獲獎   | [ 132 ] |
| 第60屆金馬獎             | 2023年11月25日 | 最佳原創電影歌曲 | 蔡依林、劉家凱、陳學聖、葛大為〈親愛的對象〉 | 提名   | [ 132 ] |
| 第60屆金馬獎             | 2023年11月25日 | 最佳剪輯         | 陳俊宏                                       | 提名   | [ 132 ] |
| 第60屆金馬獎             | 2023年11月25日 | 最佳動作設計     | 洪昰顥                                       | 提名   | [ 132 ] |
| 第60屆金馬獎             | 2023年11月25日 | 觀眾票選最佳影片 | 觀眾票選最佳影片                             | 提名   | [ 132 ] |
| 第96屆奧斯卡金像獎       | 2024年3月10日  | 最佳國際影片獎   | 最佳國際影片獎                               | 參賽片 | [ 12 ]  |
| 第42屆香港電影金像獎     | 2024年4月14日  | 最佳亞洲華語電影 | 最佳亞洲華語電影                             | 提名   | [ 133 ] |
| 第5屆台灣影評人協會獎    | 2024年4月23日  | 最佳影片         | 最佳影片                                     | 提名   | [ 134 ] |
| 第5屆台灣影評人協會獎    | 2024年4月23日  | 最佳導演         | 程偉豪                                       | 提名   | [ 134 ] |
| 第5屆台灣影評人協會獎    | 2024年4月23日  | 最佳劇本         | 吳瑾蓉、程偉豪                               | 提名   | [ 134 ] |
| 第5屆台灣影評人協會獎    | 2024年4月23日  | 最佳男演員       | 許光漢                                       | 提名   | [ 134 ] |

## 衍生作品

### 漫畫
「beanfun! 漫畫星」取得電影獨家授權，與金漫獎得主狼七合作改編衍生漫畫《關於我和鬼變成家人的那件事：在我變成鬼之前》，該作品以毛邦羽（毛毛）生前的故事為核心，描述毛毛與阿嬤之間深厚的祖孫情，以及其未能表露性取向、渴望親密伴侶的內心世界，更串起與吳明翰命中註定的姻緣線。漫畫於2023年2月28日至4月25日期間連載。

### 影集
影集由程偉豪與殷振豪共同執導，並與周汶儒共同執筆劇本，於2024年8月22日在Netflix全球獨家上線。

### 泰版電影
泰國製作公司GDH 559於2024年9月25日宣布已獲得金盞花大影業授權、與Billkin Entertainment及PP Krit Entertainment合作翻拍泰國版電影，片名為《The Red Envelope》，由班莊·比辛達拿剛監製、查揚諾·布普拉寇執導、泰國演員「BKPP」普提蓬·阿薩拉塔納功與克里特·安努艾德奇康主演，2025年3月20日在泰國正式上映。同年5月9日在臺灣正式上映，片名為《冥婚鬧泰大》，並由原臺版電影製作公司金盞花大影業代理發行。

## 外部連結
- 關於我和鬼變成家人的那件事的Facebook專頁  （繁體中文）
- 關於我和鬼變成家人的那件事的Instagram帳戶  （繁體中文）
- 映画『僕と幽霊が家族になった件』公式サイト （页面存档备份，存于） （日語）
- 僕と幽霊が家族になった件的Instagram帳戶 （日語）
- 僕と幽霊が家族になった件的X（前Twitter） （日語）
- 互联网电影数据库（IMDb）上《關於我和鬼變成家人的那件事》的资料（英文）
- 台灣電影網上《關於我和鬼變成家人的那件事》的資料（繁體中文）
- 開眼電影網上《關於我和鬼變成家人的那件事》的資料（繁體中文）
- 豆瓣电影上《關於我和鬼變成家人的那件事》的資料 （简体中文）
- 衍生漫畫《關於我和鬼變成家人的那件事：在我變成鬼之前 （页面存档备份，存于）》（繁體中文）